# MR-UR-100
L'MR-UR-100 (nome in codice NATO: SS-17 Spanker) anche noto come 15A15, è stato un missile balistico intercontinentale di fabbricazione sovietica, sviluppato dall'OKB 586 negli anni sessanta ed entrato in servizio presso le forze armate sovietiche nel 1975 in cui ha sostituito l'UR-100.
Equipaggiato di testata monoblocco nelle prime versioni (SS-17 Mod.1 e Mod.2), è stato in seguito aggiornato alla versione MR-UR-100 UTTKh diventando il primo ICBM sovietico ad essere equipaggiato con testate multiple (MIRV) al fine di minimizzare le possibilità di intercettazione da parte delle difese avversarie.
È stato ritirato dal servizio all'inizio degli anni novanta.

## Storia

### Sviluppo
Lo sviluppo di un nuovo missile balistico intercontinentale, capace di trasportare testate MIRV ed in grado di sostituire il precedente SS-11, venne avviato dall'accademico V. F. Utkin presso l'OKB-586 intorno alla metà degli anni sessanta. Inizialmente, questo progetto era in competizione con quello che sarebbe poi diventato l'SS-19 Stiletto, ma alla fine si decise di sviluppare entrambi i sistemi.
Lo sviluppo della configurazione base ad una testata venne approvato nel settembre 1969, mentre per quella a testate multiple occorrerà aspettare l'anno successivo.
La versione base MR-UR-100 (GRAU: 15A15) venne lanciata per la prima volta il 26 dicembre 1971, stesso giorno della configurazione a testate multiple (che aveva lo stesso nome e la stessa codifica GRAU). Il test di quest'ultima, tuttavia, si risolse in un fallimento, e per avere un lancio coronato da successo occorrerà aspettare altri nove mesi, precisamente il 15 settembre 1972. Questi due missili entrarono in servizio nel 1975.
Il 16 agosto 1976, venne inoltre approvata la realizzazione di una versione con caratteristiche migliorate, chiamata MR-UR-100 UTTKh o MR-UR-100U (GRAU: 15A16) che volò per la prima volta il 25 ottobre 1977. Venne immessa in servizio l'anno successivo.
La potenza di ogni testata era di circa 300-750 kt, per un peso complessivo di 2 550 kg. La guida era inerziale, con un CEP di circa 400 m. Il missile volò per la prima volta nel maggio 1971, mentre già dal dicembre successivo si svolsero i test operativi. Finita la fase dei test il 17 dicembre 1974, il primo reggimento con la nuova arma venne messo in allerta operativa già l'anno successivo.

### Impiego operativo
Il missile entrò in servizio con le Forze Missilistiche Strategiche a partire dal 1975. In Occidente ricevette la codifica NATO di SS-17 Spanker, con le singole versioni identificate a seconda dei modelli (Mod. 2 la versione base, Mod. 1 la prima versione a testate multiple e Mod. 3 quella a testate multiple perfezionata).
Nel 1979 erano in linea 130 missili. Nell'anno successivo, il Mod. 2 venne ritirato dal servizio a favore delle configurazioni a testate multiple. Nel 1983, il Mod. 3 sostituì tutti i Mod. 1 rimasti, raggiungendo il massimo numero di esemplari operativi (150). In seguito, la carriera operativa del missile cominciò a declinare rapidamente, tanto che al tempo degli accordi START I del 1991, l'URSS aveva ancora solo 47 lanciatori per tali missili, che furono tutti demoliti nel giro di pochissimo tempo.

## Descrizione tecnica

### Caratteristiche generali
L'SS-17 Spanker era un missile balistico con gittata intercontinentale a due stadi, con una lunghezza superiore ai 20 m ed un peso al lancio che supera le 70 t (di cui 63 erano costituite dal combustibile). Il diametro era di 2,4 m per il primo stadio, e di 2,1 per il secondo. In particolare, le dimensioni che questo missile doveva rispettare erano quelle dei pozzi di lancio dei precedenti SS-11 (per dati più precisi si veda la tabella riassuntiva). Questo sistema d'arma è a propellente liquido. Come detto precedentemente, si trattò del primo ICBM sovietico ad avere una capacità MIRV.
Oltre alla capacità MIRV, con un massimo di quattro testate, questo missile aveva un sistema di partenza "a freddo" dal silo corazzato, con l'uscita data da una sorta di pistone azionato a gas compresso. All'interno del silo, il missile era alloggiato all'interno di un apposito contenitore protettivo, equipaggiato con due strati differerenti di materiale per assorbire gli urti.
I motori del missile usavano come combustibile una combinazione di UDMH e tetrossido di diazoto come ossidante. I propulsori avevano la seguente struttura: il primo stadio dispone di un singolo motore RD-268 a singola camera di combustione e ciclo chiuso, con un motore di controllo a quattro camere e ciclo aperto. Il tempo di combustione era di 130 secondi. Il secondo stadio dispone di un solo motore a ciclo aperto RD-262, con un tempo di combustione di 195 secondi. I controlli di volo erano eseguiti con la deflessione dei getti del motore di controllo, mentre il secondo stadio aveva dei getti di gas che vengono spillati al motore principale e usati per le deviazioni laterali. Infine, una volta fuori dall'atmosfera entravano in azione dei retrorazzi a propellente solido per separare gli stadi.
Il carico utile, per tutte e tre le versioni, era di 2 550 kg

## Versioni
- SS-17 Mod.2: versione originale del sistema d'arma, operativa nel 1975. Equipaggiata con testata monoblocco di potenza compresa tra i 3,5 ed i 6 megatoni, venne ritirata dal servizio nel 1980.[2] Nonostante sia stata la prima versione in assoluto dell'SS-17, l'intelligence occidentale l'ha identificata come Mod.1
- SS-17 Mod.1: versione a quattro testate dell'SS-17 e primo ICBM sovietico equipaggiato di MIRV. Ritirata dal servizio nel 1983.
- SS-17 Mod.3: versione aggiornata del Mod.1, entrata in servizio nel 1980 e ritirata nei primi anni novanta.

## Tabella comparativa
| Dati tecnici                     | SS-17 Spanker Mod. 2             | SS-17 Spanker Mod. 1             | SS-17 Spanker Mod. 3           |
| -------------------------------- | -------------------------------- | -------------------------------- | ------------------------------ |
| Nome russo                       | MR-UR-100                        | MR-UR-100                        | MR-UR-100 UTTKh o MR-UR-100U   |
| Indice GRAU                      | 15A15                            | 15A15                            | 15A16                          |
| Primo volo                       | 15 settembre 1972                | 26 dicembre 1971                 | 25 ottobre 1977                |
| Ingresso in servizio             | 30 dicembre 1975                 | 30 dicembre 1975                 | 17 dicembre 1980               |
| Ritiro dal servizio              | 1980                             | 1983                             | Dopo il 1991                   |
| Massa al lancio (kg)             | 71 100                           | 71 100                           | 71 100-72 000                  |
| Lunghezza (m)                    | 22,52                            | 21,6-22,52                       | 23,9                           |
| Diametro (m)                     | 2,25                             | 2,25                             | 2,25                           |
| Carico utile (kg)                | 2 550                            | 2 550                            | 2 550                          |
| Numero testate con potenza in kt | 4 x 350-750                      | 1 x 3 500-6 000                  | 4 x 550-750                    |
| Gittata (km)                     | 10 200-10 320                    | 10 200-10 320                    | 10 200-11 000                  |
| CEP (m)                          | Fonti russe: 1 080 NATO: 440-500 | Fonti russe: 1 080 NATO: 420-450 | Fonti russe: 920 NATO: 220-400 |